# 세고드냐

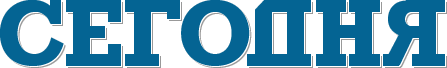

세고드냐(러시아어: Сегодня)는 1997년에 키예프에서 발간된 러시아어 신문이다. 러시아어로는 ‘오늘’이라는 뜻이다.